# طقم برامج
طقم البرامج أو طقم التطبيقات هو تجميعة (مجموعة من) برامج حاسوب، عادةً البرمجيات التطبيقية، أو أدوات البرمجة ذات وظائف متقاربة، وواجهات مستخدم متشابهة إلى حد ما، مع قدرةٍ على تبادل البيانات بسلاسة بين بعضها البعض.

## أمثلة
- طقم إنترنت
- الطقم المكتبي
- طقم رسوميات